# Île Lincoln (Alaska)
Pour les articles homonymes, voir Lincoln.

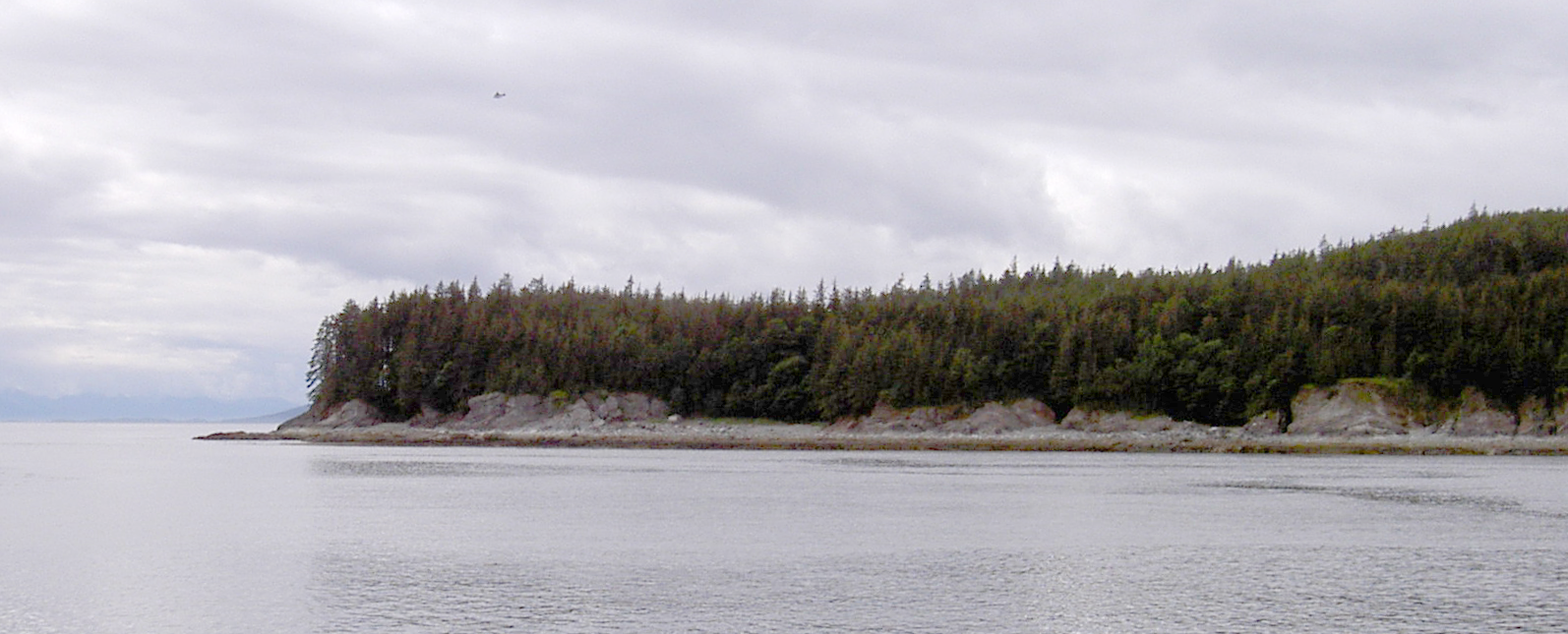
Extrémité sud de l'île Lincoln

L'île Lincoln est une île boisée, située dans le canal Lynn en Alaska, aux États-Unis au nord-ouest de l'île Shelter. Le premier européen qui a exploré cette île était Joseph Whitbey en 1789. Son nom lui a été donné en l'honneur du président Abraham Lincoln.
Dans le roman L'Île Mystérieuse de Jules Verne, l'ingénieur Cyrus Smith donne le nom d’"Île Lincoln" à la terre fictive du naufrage, car, à cette époque (1865), Abraham Lincoln se bat à Washington, or, les naufragés ont été transportés en montgolfière depuis Richmond.

## Sources
- (en) Cet article est partiellement ou en totalité issu de l’article de Wikipédia en anglais intitulé « Lincoln Island (Juneau, Alaska) » (voir la liste des auteurs).
- (en) « Île Lincoln (Alaska) », Geographic Names Information System